# Орбаші (Аліковський район)
Орбаші́ (рос. Орбаши, чув. Урпаш) — присілок у складі Аліковського району Чувашії, Росія. Входить до складу Пітішевського сільського поселення.
Населення — 135 осіб (2010; 154 у 2002).
Національний склад:
- чуваші — 100 %